# ThinCan

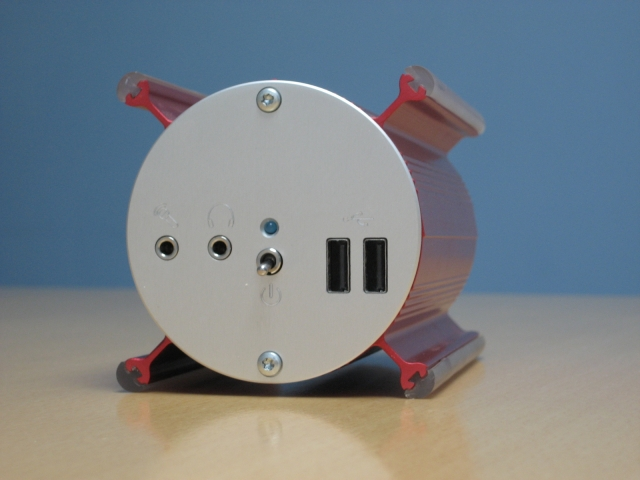
El ThinCan original.

ThinCan es el nombre de un cliente ligero manufacturado por la compañía de diseño electrónico estonia Artec Group. Después de un prototipo temprano basado en un núcleo x86 personalizado, soportando un teclado y un ratón PS/2, la plataforma fue rediseñada alrededor de un AMD Geode soportando solamente periféricos USB.
El ThinCan permaneció relativamente desconocido fuera de Estonia por varios años, hasta 2006, cuando una iteración reciente del ThinCan fue seleccionada como la base del hardware para el Linutop, un terminal Web ligero para los países en desarrollo.
El éxito comercial del Linutop y de su posición como competidor dominante en las soluciones computacionales para las naciones en desarrollo, en competencia con el OLPC, pone la plataforma completa del ThinCan en una posición que puede probar ser históricamente significativa.

## Características
- Tipo de computador: Cliente ligero
- CPU: AMD Geode
- Video: VGA
- Memoria RAM: 64 a 256 MB DRAM
- Red: Ethernet
- USB: 4 puertos USB
- Almacenamiento: 32 a 512 MB de memoria Flash
- Sistema operativo: LinuxBIOS

## Software
Un aspecto original del ThinCan es que carga nativamente usando LinuxBIOS. El desarrollo de este código LinuxBIOS es un buen ejemplo del espíritu colaborativo que fomenta el software libre: Comenzó con soporte para el Geode GX desarrollado por AMD para el OLPC, al cual Artec Group agregó soporte para el Geode LX. Recientemente, ese código fue adoptado por AMD, luego pulido para el OLPC después de que lo actualizara a la plataforma del Geode LX.
Varias aplicaciones han sido precargadas en las iteraciones del ThinCan. El modelo original corría en Windows CE y lanzaba un cliente Remote Desktop ProtocolRDP para  Windows Terminal Services. Modelos posteriores ofrecieron soporte para Etherboot y PXE para la operación con LTSP. Los modelos manufacturados para Linutop SARL utilizan su propia distribución de software.

## Hardware
Funcionalmente, todos los modelos de producción del ThinCan ofrecen características similares:
- Panel frontal: 1/8" audio estéreo, puertos USB.
- Panel trasero: Puerto Ethernet, Salida VGA, conectador PSU.

Estéticamente, el ThinCan original fue un ejercicio en apariencias futuristas, con aluminio pulido y caps??? en una forma tubular de aluminio que ofrecieron patrones de alternativos de endentaduras decorativas a lo largo de la superficie del tubo. El tubo venía pintado con una opción de varios colores transparentes (negro, azul marino, azul claro, púrpura, rojo) para una auténtica sensación al estilo de los Supersónicos.
Un lector de tarjeta inteligente opcional hizo al ThinCan original un éxito instantáneo en el mercado local, debido a legislación estonia, a partir de 2001, que ordenaba la emisión de tarjetas de identificación  nacional y su uso para acceder a ciertos servicios públicos.
No obstante, mientras que el diseño futurista recibió alguna atención en la prensa especializada, el costo prohibitivo de trabajar a máquina un tubo de aluminio extruido con endentaduras decorativas intrincadas evitó que el fabricante alcanzara un éxito comercial con este modelo temprano.
En 2003, para su modelo DBE60, la compañía revisó el diseño hacia una simple forma de caja plana más eficiente en costo (comercializado inicialmente como el ThinCan SE). Aparte de la adición de un puerto paralelo de impresora, el DBE60 es funcionalmente idéntico al ThinCan original y construido alrededor del mismo Geode SC2200.
En 2005, este diseño fue actualizado para modelo DBE61 basado en el Geode LX700, con USB 2.0 proporcionado por un chip CS5536 acompañante. Entonces el puerto paralelo de impresora fue removido, retornando el diseño a una configuración completamente USB. Linutop SARL conservó este modelo como punto de partida para su producto de terminal Web.
En 2007 el diseño DBE61 fue mejorado con el soporte de Gigabit Ethernet y un procesador más rápido, el Geode LX800. El fabricante lo llama DBE62.

## Cronología
- 1999 - Prototipo basado un núcleo x86 personalizado
- 2001 - Modelo de producción con el Geode SC2200.
- 2003 - Modelo DBE60 con el Geode SC2200.
- 2005 - Modelo DBE61 con el Geode LX700 y el CS5536.
- 2007 - Modelo DBE62 con el Geode LX800 y el CS5536, más gigabit Ethernet.